# N-260a
N-260a és el nom que reben diversos trams desafectats que romanen del traçat antic de la carretera N-260, al llarg de tot el seu recorregut.

## Ripollès - Garrotxa
Aquest tram comença al nord de la ciutat d'Olot, en el vessant nord-est del Volcà de la Garrinada, en el nus de carreteres on es troba amb l'antiga carretera C-26 (actualment N-260) i l'autovia A-26. Des d'aquest lloc arrenca cap a ponent seguint quasi paral·lel al límit nord del terme municipal de Riudaura. Arribant al Coll de Coubet es decanta cap al sud-oest, per arribar de seguida al Coll de Canes, on abandona la Garrotxa per endinsar-se en el Ripollès. Seguidament travessa tot el terme municipal de Vallfogona de Ripollès i passa per l'extrem nord del nucli urbà, fins que entra en el terme de Ripoll, on acaba el recorregut de 29 quilòmetres (de la fita 87 a la 116).

## Pallars Jussà

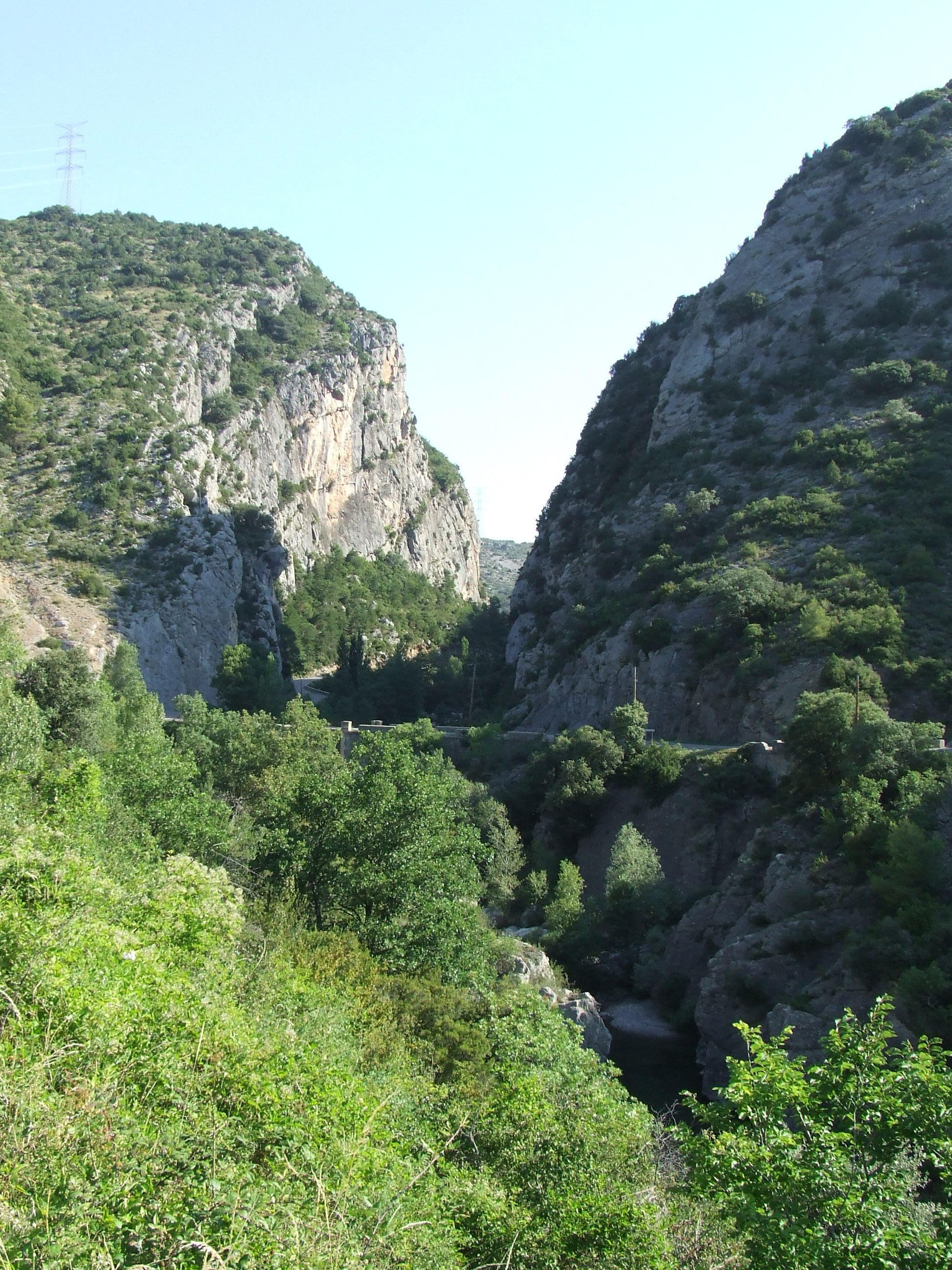
El Congost d'Erinyà, amb la carretera pel costat esquerre

El tram pallarès comença en el punt on aquesta carretera travessava el Congost d'Erinyà, entre els punts quilomètrics 312,85 i 315,25. Actualment el tram més septentrional, el tram del Congost d'Erinyà, de la carretera vella ha estat reconvertit en un tram de carretera desafectat, de circulació restringida i preferent per als vianants i bicicletes, i els trams meridionals han passat a ser camins veïnals o àrees de repòs.
Discorre pels termes municipals de Conca de Dalt (antic terme de Toralla i Serradell), a l'àmbit del poble de Rivert, i de Senterada, en territori del poble de Reguard.